# NGC 7723
NGC 7723 là tên của một thiên hà xoắn ốc có thanh chắn nằm trong chòm sao Bảo Bình. Khoảng cách của nó đến Trái Đất xấp xỉ là 90 triệu năm ánh sáng. Kích thước biểu kiến của thiên hà này là khoảng 95000 năm. Vào ngày 27 tháng 11 năm 1785, nhà thiên văn học người Anh gốc Đức William Herschel phát hiện. Nó nằm ở hướng 1 độ rưỡi của hướng bằc - tây bắc của ngôi sao [[Omega1 Aquarii]]. Và với một kính viễn vọng có kích thước 4 inch, ta có thể nhìn thấy nó nếu bầu trời tối.
Thiên hà NGC 7723 nằm cạnh thiên hà NGC 7727 và NGC 7724.

## Đặc tính
Thiên hà này có thanh chắn với nhân sáng, và điểm phình hình hộp. Trong vùng trung tâm của thiên hà này, người ta đã quan sát được một lỗ đen siêu khối lượng mà khối lượng của nó được ước tính là gấp (10.6 ± 4.9) × 106 khối lượng mặt trời. Thanh chắn đó bắt đầu từ phía đối diện của điểm phình. Ngoài ra còn có những làn bụi thẳng chạy dọc theo thanh chắn, một làn bụi thì chạy liên tục, còn làn bụi còn lại thì đứt quãng. Ở điểm cuối của thanh chắn có các nhánh xoắn ốc tạo thành một cấu trúc đai nhưng là giả với bán kính là 71 giây cung. Dựa trên những quan sát trên tia cực tim và H-alpha, cấu trúc đai giả ấy có sự hình thành sao.
Cấu trúc của các nhánh xoắn ốc thì phức tạp, nhánh xoắn ốc xuất phát từ phía tây nam của thanh chắn được xác định rõ ở góc phần tư của cung tròn thiên hà. Sau đó, nó sẽ khuếch tán và mờ dần sau khi đạt được một nửa cung tròn. Một nhánh khác bắt đầu từ phía 60 độ của hướng tây bắc của thanh chắn và sáng lên sau khi đi qua phần cuối của thanh chắn rồi tách ra làm đôi.
Có một siêu tân tinh loại Ia được quan sát là nằm trong thiên hà này với độ sáng cao nhất là 13,8.

## Dữ liệu hiện tại
Theo như quan sát, đây là thiên hà nằm trong chòm sao Bảo Bình và dưới đây là một số dữ liệu khác:
Xích kinh 23h 38m 57.1s
Xích vĩ −12° 57′ 40″
Giá trị dịch chuyển đỏ 0.006254 +/- 0.000027 
Vận tốc xuyên tâm 1875 ± 8 km/s
Cấp sao biểu kiến 11.2
Kích thước biểu kiến 3′.5 × 2′.3
Loại thiên hà SB(r)b 